# 23 (álbum de Blonde Redhead)
23 es el séptimo álbum de estudio del grupo de música alternativa Blonde Redhead, lanzado el 10 de abril de 2007. Debutó en las listas de los más escuchados en EE. UU. en el número 63, vendiendo aproximadamente 11 000 copias del disco en su primera semana.

## Historia del álbum
Este álbum es el primero producido por la propia banda, con asistencia complementaria del productor Mitchell Froom de Crowded House en dos temas, "Silently" y "Top Ranking". En una rueda de prensa que acompañó el lanzamiento del álbum, la banda comentó sus expectativas de ser más espontáneos en la composición, apuntando a la simplicidad y a la claridad, y creando tensiones adicionales. El batería Simone Pace dijo que encontró enervante entrar al estudio con solo unas ideas desperdigadas sobre las canciones. La cantante Kazu Makino admitió que "no fue una experiencia del todo agradable. Sin un productor, una referencia, podíamos meternos en los asuntos de los demás. Se puso intenso"
La banda admitió que hasta que llegaron a la fase de las mezclas, no estaban seguros de qué dirección estaba tomando el álbum.
El videoclip para el sencillo "Top Ranking" fue dirigido por Mike Mills, y protagonizado la directora, guionista, actriz y artista Miranda July, el único personaje del vídeo. Al comienzo del vídeo se escucha "One pose per second." (Una pose por segundo) y a continuación se ve a July en dos poses en escenas de un segundo, creando el efecto de una estatua con vida.

## Lista de temas
1. "23" – 5:18
2. "Dr. Strangeluv" – 4:47
3. "The Dress" – 4:00
4. "SW" – 4:35
5. "Spring and by Summer Fall" – 4:15
6. "Silently" – 3:57
7. "Publisher" – 4:01
8. "Heroine" – 4:11
9. "Top Ranking" – 3:27
10. "My Impure Hair" – 4:52

- La edición japonesa incluye dos temas extra: "Signs Along The Path" y "(We Are A Real Team) Harry And I"

## Sencillos
- "23" (2 de abril de 2007)
  - un vinilo de 7" azul claro, que incluye exclusivamente la versión del álbum
- "Silently" (11 de junio de 2007)
  - un CD promocional con los temas: "Signs Along the Path" y "(We Are a Real Team) Harry and I"
  - un vinilo de 7" con: "(We Are a Real Team) Harry and I"